# Iot de vela

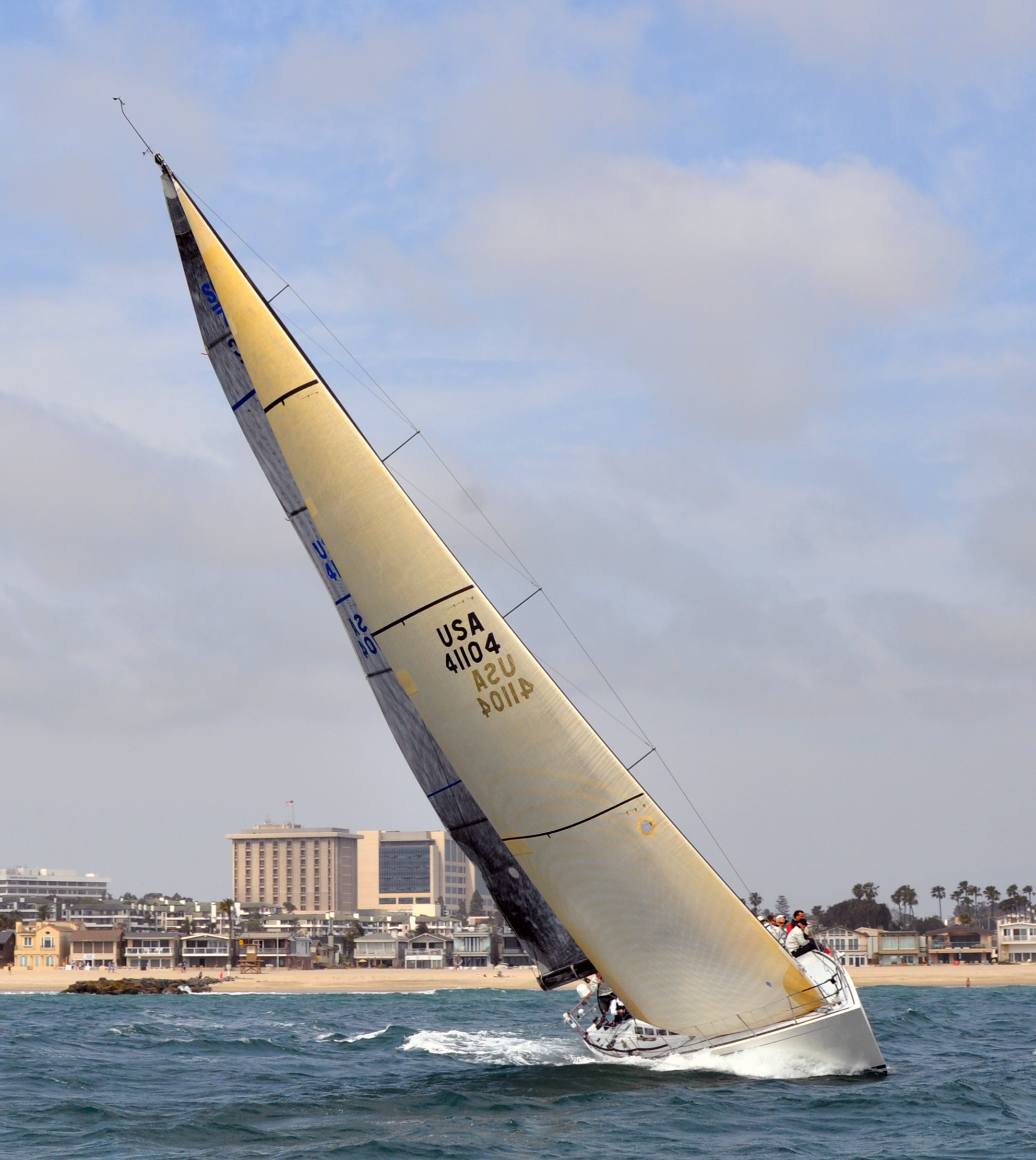
Un iot de vela navegant.

Un iot de vela (prefixos de vaixells dels EUA SY o S/Y), és una embarcació d'esbarjo que utilitza les veles com a mitjà principal de propulsió. Pot ser un iot propulsat a vela utilitzat per a plaer, creuer o regata. No hi ha una definició estàndard, de manera que el terme s'aplica aquí a les embarcacions de vela que tenen una cabina amb comoditats que permeten l'ús durant la nit.

## Etimologia

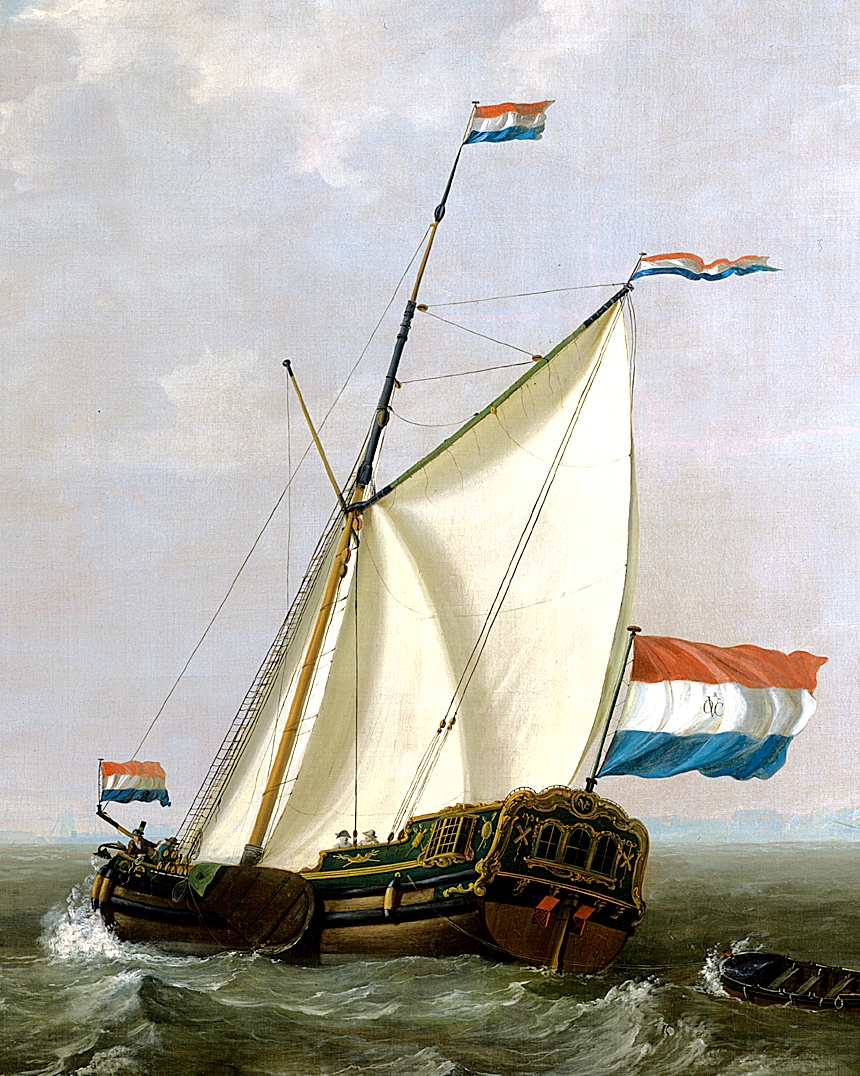
Un jacht holandès del segle XVIII

El terme iot prové del neerlandès jacht que significa cacera o caçar, que va passar a l'anglès yacht i posteriorment com a manlleu al català i moltes altres llengües.
Els iots originalment eren velers ràpids utilitzats per la marina neerlandesa lleugers i ràpids que la marina de la República Holandesa utilitzava per poder perseguir les embarcacions de pirates i contrabandistes a les aigües poc profundes de la costa dels Països Baixos. També s'utilitzaren per finalitats no militars com el control de duanes i el transport de pràctics als vaixells en espera per entrar a port.
Al segle xviii apareixen els primers clubs nàutics, en forma de Yacht Clubs a Rússia, Irlanda i el Regne Unit. Aquests eren clubs lligats a l'aristocràcia, els quals eren propietaris de grans iots amb un ús esportiu i d'oci vinculat a les mateixes activitats del club. Durant la segona meitat del segle xx l'augment del nivell de vida i la disminució dels preus de les embarcacions ha permès popularitzar la vela esportiva i la tinença d'aquestes embarcacions, amb la creació de diversos clubs de vela i un augment en el nombre de navegants.

## Característiques
Els iots de vela tenen una cabina a l'interior, habitable i estanca, és a dir, capaç de tancar-se de manera que no entri gens d'aigua. Mai porten mercaderies.
Per tal de poder-se anomenar "iot", normalment aquest tipus de veler ha de tenir uns 33 peus (10 m) d'eslora i s'ha de considerar que té bones qualitats estètiques. Els velers que no s'adapten a l'ús durant la nit o que tenen una mida inferior a 30 peus (9.1 m) no s'anomenen universalment iots. Els iots de vela de més de 130 peus (40 m) generalment es consideren superiots.
Poden ser monotips, com les classes J/24, J/80, First Class 8, IMOCA i Soto 40, o de construcció específica. En aquest darrer cas, o quan les regates són obertes a qualsevol classe de creuer, competeixen sota sistemes de ràting establerts per normatives internacionals.

## Equipament auxiliar

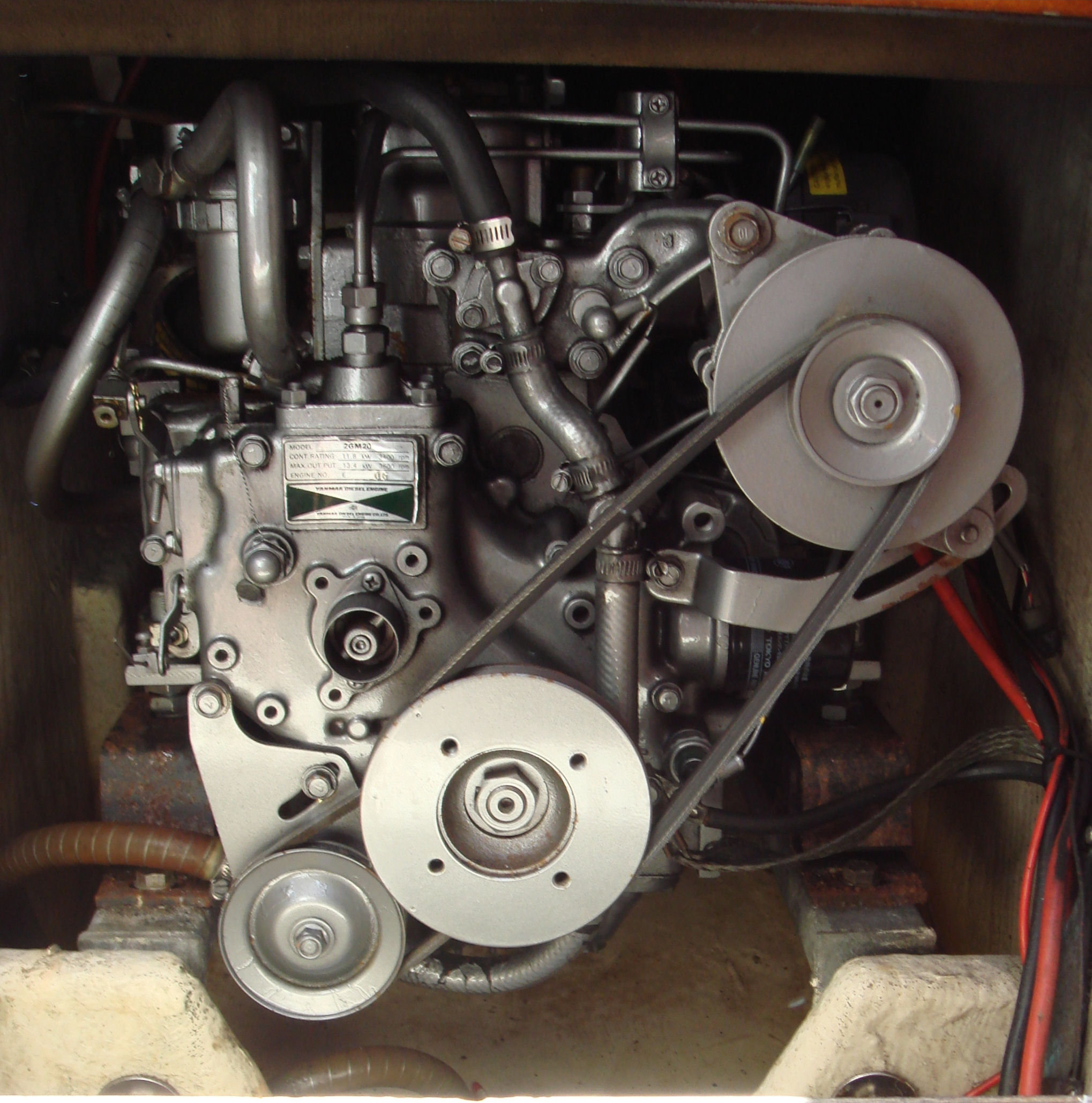
Motor dièsel Yanmar 2GM20, instal·lat en un iot de creuer.

Com equipament auxiliar molts iots de vela solen disposar de propulsió a motor, encara que només la utilitzin en casos d'emergència o en maniobres fora de regata, L'empren com mitjà alternatiu de propulsió, en el cas de que no hi hagi vent o quan no sigui pràctic maniobrar sota vela. Alguns tipus de iot de vela fins i tot els més grans poden utilitzar rems d'emergència; o fins i tot emprar un motor fora borda, muntat al mirall de popa amb algun tipus de suport; encara que l'opció més estesa és un motor intrabord.
Els iot de vela són amb diferència els iots més habituals en ús privat, en general amb eslores totals de 7 a 14 m. Tot i existir una gran varietat de dissenys solen cercar un equilibri entre facilitat de govern, l'espai i confort interior i el rendiment de navegant. Són embarcacions amb tot l'equipament per navegar i viure-hi (amb diversos graus de comoditat en funció de l'equipament). Incorporen equips de navegació i comunicació, així com instal·lació elèctrica i d'aigua. A més compten amb un motor dièsel per maniobrar a port, navegar en falta de vent o carregar les bateries. Algunes embarcacions, especialment les destinades a grans travesses, incorporen equipament addicional com generador elèctric, plaques solars o dessalinitzadora.